# Williams FW25
Der Williams FW25 war der Formel-1-Rennwagen von Williams für die Saison 2003. Er folgte dem in der vorhergehenden Saison eingesetzten Williams FW24.
Der V10-Motor kam wie im Vorjahr von BMW. Die Reifen stellte erneut der französische Reifenhersteller Michelin.

## Design
Das Design des Williams FW25, der am 1. Februar 2003 am Circuit de Catalunya in Barcelona enthüllt wurde, erinnerte nur noch wenig an seinen Vorgänger Williams FW24. Der leistungsstarke BMW-P83-V10-Motor hatte einen niedrigen Schwerpunkt und ermöglichte es, den Gesamtschwerpunkt des FW25 nach unten zu verlagern. Neu im Designteam war die ehemalige Ferrari-Aerodynamikspezialistin Antonia Terzi, die das Design zusammen mit Gavin Fisher entwickelte.

## Fahrer

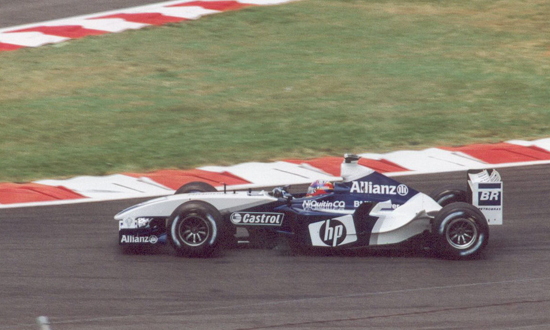
Juan Pablo Montoya im FW25 beim Großen Preis von Frankreich 2003.

Die Fahrer für den FW25 waren erneut Juan Pablo Montoya (Nr. 3) und Ralf Schumacher (Nr. 4). Ein Rennen bestritt Marc Gené, der beim Großen Preis von Italien als Ersatz für den verletzten Ralf Schumacher an den Start ging.

## Saison 2003
Der Williams FW25 debütierte beim Großen Preis von Australien 2003. Juan Pablo Montoya zeigte schon beim ersten Saisonrennen das Potenzial des Wagens. Er führte bis zehn Runden vor Schluss, verpasste den Sieg allerdings nach einem Dreher. Beim Großen Preis von Monaco machte es Montoya besser. Er gewann das Rennen, nachdem sein Teamkollege Ralf Schumacher zuvor die Poleposition erobert hatte. Nach diesem Erfolg stand Montoya sieben Mal hintereinander auf dem Podium. Dank der hohen Zuverlässigkeit des Wagens kamen beide Fahrer bei nahezu allen Rennen ins Ziel und hielten die Weltmeisterschaft bis zum Schluss offen. Insgesamt standen Montoya und Schumacher zwölf Mal auf dem Podium und konnten beim Großen Preis von Europa am Nürburgring und beim Großen Preis von Frankreich zwei Doppelsiege in Folge feiern.
Zu den abschließenden Saisonrennen in den USA und in Japan setzte BMW eine weitere Ausbaustufe des Motors ein. Der P83 beeindruckte nun mit einer Höchstdrehzahl von über 19.000 min−1. Technische Probleme und eine Zeitstrafe warfen Montoya in letzter Minute noch aus dem Kampf um den WM-Titel. 2003 war die erfolgreichste Saison des Williams-BMW-F1-Teams und der FW25 der erfolgreichste Rennwagen der englisch-deutschen Partnerschaft. Am Ende der 16 Saisonrennen standen vier Siege, vier Polepositionen und vier schnellste Runden. In der Konstruktionswertung erreichte das Williams-BMW-F1-Team mit 144 Punkte den zweiten Platz, 14 Punkte hinter Weltmeister Ferrari.

## Lackierung und Sponsoring
Der FW25 ist überwiegend in Weiß und Blau lackiert. Es werben Allianz, BR, Budweiser, Castrol, FedEx und HP auf dem Fahrzeug.

## Ergebnisse
| Fahrer                          | Nr.                             | 1 | 2  | 3   | 4 | 5 | 6   | 7 | 8 | 9 | 10 | 11 | 12  | 13 | 14  | 15  | 16  | Punkte | Rang |
| ------------------------------- | ------------------------------- | - | -- | --- | - | - | --- | - | - | - | -- | -- | --- | -- | --- | --- | --- | ------ | ---- |
| Formel-1-Weltmeisterschaft 2003 | Formel-1-Weltmeisterschaft 2003 |   |    |     |   |   |     |   |   |   |    |    |     |    |     |     |     | 144    | 2.   |
| J.P. Montoya                    | 3                               | 2 | 12 | DNF | 7 | 4 | DNF | 1 | 3 | 2 | 2  | 2  | 1   | 3  | 2   | 6   | DNF | 144    | 2.   |
| R. Schumacher                   | 4                               | 8 | 4  | 7   | 4 | 5 | 6   | 4 | 2 | 1 | 1  | 9  | DNF | 4  | INJ | DNF | 12  | 144    | 2.   |
| M. Gené                         | 4                               |   |    |     |   |   |     |   |   |   |    |    |     |    | 5   |     |     | 144    | 2.   |

| Legende  | Legende            | Legende                                                          |
| Farbe    | Abkürzung          | Bedeutung                                                        |
| -------- | ------------------ | ---------------------------------------------------------------- |
| Gold     | –                  | Sieg                                                             |
| Silber   | –                  | 2. Platz                                                         |
| Bronze   | –                  | 3. Platz                                                         |
| Grün     | –                  | Platzierung in den Punkten                                       |
| Blau     | –                  | Klassifiziert außerhalb der Punkteränge                          |
| Violett  | DNF                | Rennen nicht beendet (did not finish)                            |
| Violett  | NC                 | nicht klassifiziert (not classified)                             |
| Rot      | DNQ                | nicht qualifiziert (did not qualify)                             |
| Rot      | DNPQ               | in Vorqualifikation gescheitert (did not pre-qualify)            |
| Schwarz  | DSQ                | disqualifiziert (disqualified)                                   |
| Weiß     | DNS                | nicht am Start (did not start)                                   |
| Weiß     | WD                 | zurückgezogen (withdrawn)                                        |
| Hellblau | PO                 | nur am Training teilgenommen (practiced only)                    |
| Hellblau | TD                 | Freitags-Testfahrer (test driver)                                |
| ohne     | DNP                | nicht am Training teilgenommen (did not practice)                |
| ohne     | INJ                | verletzt oder krank (injured)                                    |
| ohne     | EX                 | ausgeschlossen (excluded)                                        |
| ohne     | DNA                | nicht erschienen (did not arrive)                                |
| ohne     | C                  | Rennen abgesagt (cancelled)                                      |
| ohne     | keine WM-Teilnahme |                                                                  |
| sonstige | P/fett             | Pole-Position                                                    |
| sonstige | 1/2/3/4/5/6/7/8    | Punktplatzierung im Sprint-/Qualifikationsrennen                 |
| sonstige | SR/kursiv          | Schnellste Rennrunde                                             |
| sonstige | *                  | nicht im Ziel, aufgrund der zurückgelegten Distanz aber gewertet |
| sonstige | ()                 | Streichresultate                                                 |
| sonstige | unterstrichen      | Führender in der Gesamtwertung                                   |